# Knjižnica Akademije za gledališče, radio, film in televizijo

## Zgodovina
Knjižnica je bila ustanovljena hkrati z Akademijo za gledališče, radio, film in televizijo leta 1946. Leta 1954 je bila sprejeta v sekcijo za gledališke knjižnice in zbirke pri Mednarodni knjižničarski zvezi v Parizu. Leta 1960 je bila knjižnica uvrščena v bilten Mednarodne sekcije knjižnic in muzejev gledaliških umetnosti pri Mednarodni zvezi knjižničarskih združenj.  1. Februarja 1962 je prevzela akademijsko knjižnico bibliotekarka Slavka Lokar. 13. junija 1967 je bila knjižnica vpisana v bibliotekarski razvid pri Narodni in univerzitetni knjižnici. Od leta 1994 je knjižnica vključena v sistem COBISS. Avtomatizirano izposojo je uvedla 15. maja 2001. Istega leta se je vključila tudi v projekt enotne knjižnične izkaznice za študente Univerze v Ljubljani.

## Gradivo
Zbira, obdeluje in hrani gradivo s področja gledališča, radia, filma in televizije. Opravlja knjižničarsko, informacijsko in dokumentacijsko dejavnost za potrebe pedagoškega, umetniškega in znanstvenoraziskovalnega dela na področju gledališča, filma, književnosti, literarne teorije, radia, televizije, splošne kulturne zgodovine, psihologije, filozofije itd. Deluje v okviru Centra za teatrologijo in filmologijo.
V knjižnici je na razpolago knjižno gradivo ter tipkopisi. Videotečno in fonotečno gradivo je na voljo v filmski dokumentaciji, ikonoteka  in preostalo gradivo pa v gledališki dokumentaciji.
Knjižnica je dobro založena s strokovno literaturo. Hrani dramska dela v originalih in prevodih. Nabavlja tudi knjige, ki so v posredni povezavi s študijsko  usmeritvijo in jih študenti potrebujejo pri svojem študiju (psihologija, filozofija, glasba...).
Knjižnica je bogato založena tudi s strokovnimi revijami. Te so predvsem s področja filma in gledališča. Ima katalog, kjer so popisane revije in zaloga, podatki pa so dostopni tudi na računalniku. Tuje revije so v francoščini, angleščini, nemščini, italijanščini, češčini, ruščini, hrvaščini in srbščini.
Od leta 1996 hrani tudi diplomske naloge, ki so popisane v COBISS-u. Starejše diplomske naloge hrani v arhivu. Izposoja diplomskih nalog je mogoča le s pisnim privoljenjem avtorja. 
Knjižnica ima tudi obsežno zbirko gledaliških listov, ki jih zbira že od vsega začetka. Hrani gledališke liste institucionalnih gledališč (SNG Drama, SNG Maribor, SLG Celje, MGL Ljubljana|, SSG Trst, Prešernovo gledališče Kranj, PDG Nova Gorica, SMG Ljubljana), opernih hiš in nekaterih amaterskih gledališč. Gledališki listi so na voljo le v čitalnici.
Zaradi prostorske stiske gradivo ni v prostem pristopu. Gradivo je postavljeno po signaturah, in sicer po letih nabave. V priročni zbirki so predvsem enciklopedije in priročnike s področja filma, gledališča, literature, slikarstva, mitologije itd. 
Knjižnica AGRFT pridobiva gradivo z nakupi, darovi in zamenjavo. Pri nakupih upošteva potrebe pedagoških, umetniških in znanstveno raziskovalnih programov v okviru razpoložljivih sredstev 

## Dejavnosti
Uporabnikom omogoča dostop do podatkovnih zbirk NUK, CTK in IZUM. Večino gradiva izposoja na dom, rok izposoje pa je en mesec. Knjižnica ima poleg računalniškega tudi katalog serijskih publikacij ter abecedni-imenski in geselski katalog.